# Euodynerus clatratus
Euodynerus clatratus är en stekelart som beskrevs av Blüthgen 1951. Euodynerus clatratus ingår i släktet kamgetingar, och familjen Eumenidae. Inga underarter finns listade i Catalogue of Life.